# Сили спеціальних операцій країн світу
|  | Службовий список статей, створений для координації робіт з розвитку теми. Це попередження не встановлюється на інформаційні списки і глосарії. |

## Північна Америка

### Гватемала
Бригада спеціальних сил «Генераль де брігада Пабльо Нуільо Хаб» (ісп. Brigada de Fuerzas Especiales «General de Brigada Pablo Nuila Hub»)

### Канада
Командування сил спеціальних операцій (англ. Special Operations Forces Command)

### Мексика
Корпус спеціальних сил (ісп. Cuerpo de Fuerzas Especiales)

### США
Командування спеціальних операцій Сполучених Штатів (англ. United States Special Operations Command)
Компоненти
- Командування спеціальних операцій Армії Сполучених Штатів (англ. United States Army Special Operations Command)

-  Командування спеціальних сил Армії Сполучених Штатів (повітряно-десантне) (англ. United States Army Special Forces Command (Airborne))
-  75-й полк рейнджерів (англ. 75th Ranger Regiment)
-  Авіаційне командування спеціальних операцій Армії Сполучених Штатів (англ. United States Army Special Operations Aviation Command)
-  95-та бригада цивільних справ (повітряно-десантна) (англ. 95th Civil Affairs Brigade (Airborne))
-  Командування операцій підтримки військової інформації (повітряно-десантне) (англ. Military Information Support Operations Command (Airborne))
-  528-ма бригада підтримки (повітряно-десантна) (англ. 528th Sustainment Brigade (Airborne))
-  Центр і школа спеціальних дій Армії Сполучених Штатів імені Джона Ф. Кеннеді (англ. United States Army John F. Kennedy Special Warfare Center and School)

- Командування морських спеціальних дій Сполучених Штатів (англ. United States Naval Special Warfare Command)
- Командування спеціальних операцій Повітряних сил Сполучених Штатів (англ. United States Air Force Special Operations Command)
- Командування спеціальних операцій сил Корпусу морської піхоти Сполучених Штатів (англ. United States Marines Corps Forces Special Operations Command)

Підлеглі об'єднані командування
- Об'єднане командування спеціальних операцій (англ. Joint Special Operations Command)
- Командування спеціальних операцій Африка (англ. Special Operations Command Africa)
- Командування спеціальних операцій Центральне (англ. Special Operations Command Central)
- Командування спеціальних операцій Європа (англ. Special Operations Command Europe)
- Командування спеціальних операцій Корея (англ. Special Operations Command Korea)
- Командування спеціальних операцій Північ (англ. Special Operations Command North)
- Командування спеціальних операцій Тихий океан (англ. Special Operations Command Pacific)
- Командування спеціальних операцій Південь (англ. Special Operations Command South)

Оперативні групи
- Об'єднана оперативна група спеціальних операцій Афганістан (англ. Special Operations Joint Task Force Afghanistan)
- Об'єднана оперативна група спеціальних операцій Філіппіни (англ. Joint Special Operations Task Force Philippines)

Навчальні заклади
- Об'єднаний університет спеціальних операцій (англ. Joint Special Operations University)

## Південна Америка

### Еквадор
9-та бригада спеціальних сил «Батьківщина» (ісп. Brigada de Fuerzas Especiales №9 «Patria»)

### Перу
2-га піхотна дивізія
- 1-ша бригада спеціальних сил (ісп. 1ra Brigada de Fuerzas Especiales)
- 3-тя бригада спеціальних сил (ісп. 3ra Brigada de Fuerzas Especiales)

3-тя піхотна дивізія
- 6-та бригада спеціальних сил (ісп. 6ta Brigada de Fuerzas Especiales)

### Чилі
Бригада спеціальних операцій «Лаутаро» (ісп. Brigada de Operaciones Especiales «Lautaro»)
- (ісп. Cuartel General)
- (ісп. Unidad Cuartel)
- (ісп. Batallón de Paracaidistas Nº 1 «Pelantaru»)
- (ісп. Agrupación de Fuerzas Especiales del Ejército)
- (ісп. Agrupación Especial de Montaña)
- (ісп. Compañía de Comandos Nº 12 «Galvarino»)
- (ісп. Escuela de Paracaidistas y Fuerzas Especiales)

## Європа

### Австрія
Мисливське (єгерське) коммандос (нім. Jagdkommando)

### Албанія
- Диверсійно-десантний батальйон (алб. Batalioni Komando)[5]
- Батальйон спеціальних сил (алб. Batalioni i Forcave Speciale)[5]

### Білорусь
Командування сил спеціальних операцій (біл. Камандаванне сіл спецыяльных аперацый)
- 38-ма окрема гвардійська десантна-штурмова бригада (біл. 38-ма асобна гвардзейска мабільна брыгада)[6]
- 103-тя окрема гвардійська повітряно-десантна бригада (біл. 103-тя асобна гвардзейска мабільна брыгада)[6]
- 5-та окрема бригада спеціального призначення (біл. 5-та асобна брыгада спецыяльнага прызначэння)[6]

### Бельгія
- 2-й диверсійно-десантний батальйон (нід. 2 Bataljon Commando)[7]
- 3-й парашутний батальйон (нід. 3 Bataljon Parachutisten)[7]
- Група спеціальних сил (англ. Special Forces Group)[7]

### Болгарія
Файл:68-ма бригада «Специални сили».JPG 68-ма бригада «Спеціальні сили» (болг. 68-ма бригада «Специални сили»)

### Велика Британія
Спеціальні сили Сполученого Королівства (англ. United Kingdom Special Forces)
- Полк спеціальної повітряної служби (англ. Special Air Service Regiment)

- 22-й полк Спеціальної повітряної служби (англ. 22nd Special Air Service Regiment)

- Спеціальна човнова служба (англ. Special Boat Service)
- Спеціальний розвідувальний полк (англ. Special Reconnaissance Regiment)
- Група підтримки спеціальних сил (англ. Special Forces Support Group)[9]

-  1-й батальйон парашутного полку (англ. 1st Battalion Parachute Regiment)

- 18-й полк зв'язку (Спеціальних сил Сполученого Королівства) (англ. 18th (United Kingdom Special Forces) Signal Regiment)[10]

 Резерв Спеціальних сил Сполученого Королівства (англ. United Kingdom Special Forces Reserve)
- Резерв спеціальної повітряної служби (англ. Special Air Service (Reserve))[11]

- 21-й резервний полк Спеціальної повітряної служби (англ. 21st Special Air Service Regiment (Reserve))
- 23-й резервний полк Спеціальної повітряної служби (англ. 23rd Special Air Service Regiment (Reserve))
- Резерв спеціальної човнової служби (англ. Special Boat Service (Reserve))
- 63-тя рота 18-го полку зв'язку (Спеціальних сил Сполученого Королівства) (англ. 63rd Signal Squadron, 18th (United Kingdom Special Forces) Signal Regiment)

### Греція
Управління спеціальних сил (грец. Διεύθυνση Ειδικών Δυνάμεων)
- 1-ша бригада рейдерів-парашутістов (грец. 1η ταξιαρχία καταδρομών-αλεξιπτωτιστών)[13]
- 13-те командування спеціальних операцій (грец. 13η διοίκηση ειδικών επιχειρήσεων)[13]
- 32-га бригада морської піхоти (грец. 32η Ταξιαρχία Πεζοναυτών)[13]
- Навчальний центр спеціальних сил (грец. Κέντρο εκπαίδευσης ειδικών δυνάμεων)[13]
- Навчальний центр нетрадиційної війни (грец. Κέντρο εκπαίδευσης ανορθόδοξου πολέμου)[13]
- Школа парашутистів (грец. Σχολή αλεξιπτωτιστών)[13]
- Навчальний центр гірськолижної підготовки (грец. Κέντρου εκπαίδευσης ορεινού αγώνα χιονοδρόμων)[13]
- Міжнародний центр зі спеціальної підготовки (грец. Διεθνούς κέντρου ειδικής εκπαίδευσης)[13]
- 480-й батальйон зв'язку (грец. 480η τάγμα διαβιβάσεων)[13]

### Данія
Корпус єгерів (дан. Jægerkorpset)

### Естонія
Група спеціальних операцій (ісп. Erioperatsioonide grupp)

### Ірландія
Крило армійських рейнджерів (ірл. Sciathán Fianóglach an Airm)

### Іспанія
Командування спеціальних операцій (ісп. Mando de Operaciones Especiales)
- Підрозділ штаб-квартири (ісп. Unidad de Cuartel General)[18]
- Підрозділ зв'язку (ісп. Unidad de Transmisiones)[18]
- Підрозділ спеціальних операцій «Баленсія III» (ісп. Unidad de Operaciones Especiales «Valencia III»)[18]
- Підрозділ спеціальних операцій «Терсіо де Ампурдан IV» (ісп. Unidad de Operaciones especiales «Tercio de Ampurdan IV»)[18]
- Підрозділ спеціальних операцій «Лєгіонаріо Мадераль Олєага XIX» (ісп. Unidad de Operaciones Especiales «Legionario Maderal Oleaga XIX»)[18]

### Італія
Армійське командування спеціальних сил (італ. Comando delle Forze Speciali dell'Esercito)
- 9-й штурмовой парашутний полк «Колліна Москін» (італ. 9° Reggimento d'Assalto Paracadutisti «Collina Moschin»)[19]
- 185-й розвідувальний парашутний полк «Фольджорє» (італ. 185° Reggimento Paracadutisti Ricognizione Acquisizione Obiettivi «Folgore»)[19]
- 4-й альпійський парашутний полк (італ. 4° Reggimento Alpini Paracadutisti)[19]
- 28-й полк «Павія» (італ. 28° Reggimento «Pavia»)[19]

### Латвія
Загін спеціального призначення (латис. Speciālo uzdevumu vienība)

### Литва
Сили спеціальних операцій (лит. Specialiųjų operacijų pajėgos)
- Служба особливого призначення (лит. Ypatingosios paskirties tarnyba)
- Батальйон єгерів Вітовта Великого (лит. Vytauto Didžiojo jėgerių batalionas)
- Служба бойових водолазів (лит. Kovinių narų tarnyba)
- Ланка спеціальних операцій (лит. Specialiųjų operacijų grandis)

### Північна Македонія
Полк спеціальних операцій (мак. Полк за специјални операции)

### Молдова
Батальйон спеціального призначення «Фульджєр» (рум. Batalionul cu destinație specială «Fulger»)

### Нідерланди
Корпус диверсійно-десантних військ (нід. Korps Commandotroepen)

### Німеччина
Див. Повітряно-десантні формування країн світу

### Норвегія
Спеціальне командування збройних сил (норв. Forsvarets spesialkommando)

### Польща
Спеціальні війська (пол. Wojska Specjalne)

### Португалія
Див. Повітряно-десантні формування країн світу

### [25]Росія
Командування сил спеціальних операцій (рос. Командование сил специальных операций)
Сили спеціальних операцій Російської Федерації:
Центр спеціального призначення «Сеніж»
Центр спеціального призначення «Кубінка-2»
561-й аварійно-рятувальний центр
Центр підготовки спеціалістів

### Румунія
6-та бригада спеціальних операцій «Міхай Вітязул» (рум. Brigada 6 Operaţii Speciale «Mihai Viteazul»)
- 610-й батальйон спеціальних операцій «Вултуріі» (рум. Batalionul 610 Operaţii Speciale «Vulturii»)
- 620-й батальйон спеціальних операцій «Беняса-Отопені» (рум. Batalionul 620 Operaţii Speciale «Băneasa-Otopeni»)
- 630-й батальйон парашутистів «Смаранда Бреєску» (рум. Batalionul 630 Paraşutişti «Smaranda Brăescu»)
- 640-й батальйон матеріально-технічного забезпечення (рум. Batalionul 640 Logistic)

### Сербія
Спеціальна бригада (серб. Специјална бригада)
- Штабний батальйон (серб. Командни батаљон)
- Батальйон протитерористичних дій (англ. Батаљон за противтерористичка дејства)
- 63-й парашутний батальйон (серб. 63 Падобрански батаљон)
- 72-й розвідувально-диверсійний батальйон (серб. 72 Извиђачко-диверзантски батаљон)

Управління військової поліції
- Батальйон військової поліції спеціального призначення «Кобри» (серб. Батаљон војне полиције специјалне намене «Кобре»)

### Україна
Сили спеціальних операцій ЗСУ
Командування ССО:
 Командування сил спеціальних операцій (КССпО, в/ч А0987) (м.Київ)
- 99-й окремий батальйон управління та забезпечення (в/ч А3628, м.Бердичів)
- 142-й навчально-тренувальний центр (в/ч А2772, м.Бердичів)

- БОЙОВІ ПІДРОЗДІЛИ:
- 3 Окремий полк спеціального призначення або Окремий центр спеціальних операцій «Схід» імені князя Святослава Хороброго (ОЦ СпО «Схід») (м.Кропивницький)
- 8-й окремий полк спеціального призначення або Окремий центр спеціальних операцій «Захід» імені князя Ізяслава Мстиславича (ОЦ СпО «Захід», в/ч А0553, пп В4252) (м.Хмельницький)
- 47-й окремий загін спеціального призначення
- 73-й морський центр спеціальних операцій імені кошового отамана Антіна Головатого (73 МЦСпО, в/ч А3199) (м.Очаків)
- Окремий полк "Рейнджери"

- 140-й центр спеціального призначення (в/ч А0661, м.Хмельницький)

#### Підрозділи інформаційно-психологічних спеціальних операцій
- 16-й центр інформаційно-психологічних операцій (в/ч А1182, с. Гуйва, Житомирська область)
- 72-й центр інформаційно-психологічних операцій (в/ч А4398, м.Бровари)
- 74-й центр інформаційно-психологічних операцій (в/ч А1277, м.Львів)
- 83-й центр інформаційно-психологічних операцій (в/ч А2455, м.Одеса)

#### Авіація
- 35-та змішана авіаційна ескадрилья (456 БрТрА)

### Фінляндія
Утіський єгерський полк (фін. Utin Jääkärirykmentti)
- Батальйон спеціальних єгерів (фін. Erikoisjääkäripataljoona)[29]
- Вертолітний батальйон (фін. Helikopteripataljoona)[29]
- Рота підтримки (фін. Tukikomppania)[29]
- Центр постачання (фін. Huoltokeskus)[29]

### Франція
- Бригада сухопутних спеціальних сил (фр. Brigade des forces spéciales Terre)[30]

### Хорватія
- Командування спеціальних сил

### Чехія
- 601-ша група спеціальних сил «генерала Моравця» (чеськ. 601.skupina speciálních sil «Generála Moravce»)[31]
- 102-й розвідувальний батальйон (чеськ. 102. průzkumný prapor)[32]

### Чорногорія
- Рота спеціальних сил[33]

### Швейцарія
Командування спеціальних сил (нім. Kommando Spezialkräfte)
- Штаб Командування спеціальних сил (нім. Stab Kommando Spezialkräfte)[35]
- Штабна рота Командування спеціальних сил (нім. Stabskompanie Kommando Spezialkräfte)[35]
- 10-й армійський розвідувальний загін (нім. Armee-Aufklärungsdetachement 10)[35]
- Спеціальний загін військової поліції (нім. Militärpolizei Spezialdetachement)[35]
- 20-й гренадерський батальйон (нім. Grenadierbataillon 20)[35]
- 30-й гренадерський батальйон (нім. Grenadierbataillon 30)[35]
- 40-й гренадерський батальйон (нім. Grenadierbataillon 40)[35]
- 17-та парашутна розвідувальна рота (нім. Fallschirmaufklärerkompanie 17)[35]
- Навчальний центр спеціальних сил (нім. Ausbildungszentrum Spezialkräfte)[35]

### Швеція
Група спеціальних операцій (швед. Särskilda operationsgruppen)